# Museo Nacional de Laos
El  Museo Nacional de Laos se encuentra en la ciudad de Vientiane, Laos. Está instalado en un edificio francés colonial. Fue fundado como museo nacional de la "revolución laosiana de 1970" en 1990. A partir del año 2000 se dedicó a la prehistoria e historia de Laos. Los Estados Unidos donaron una subvención en 2007 para ayudar al desarrollo del museo.
El Museo Nacional de Laos es el más grande de los diez museos fundados y dirigidos por el Gobierno del país.

## Exposiciones
La parte expositiva del museo está dividida en diferentes salas temáticas:
- la exposición de fósiles de grandes dinosaurios encontrados en Savannakhet;
- civilizaciones tempranas;
- los reinos de los Mon y Jemeres (años 1 al 1000);
- la diversidad étnica;
- la historia del reino de Lan Xang hasta 1707;
- la división de Lang Xang en tres principados 1707-1779;
- la regla de Siam 1779-1893;
- el período francés colonial 1893-1945;
- la primera guerra de Indochina 1945-1954;
- intervención estadounidense 1964-1973;
- la liberación del país en 1975;
- y el período de desarrollo nacional desde 1975.

El museo incorpora una tienda de objetos de regalo y una pequeña galería de pinturas donde se exponen obras de artistas locales.

## Historia del edificio
El Museo Nacional está instalado en un ambiguo edificio colonial de dos plantas. Al principio construido en 1925 como el Hôtel du commissariat, el edificio fue gravemente dañado durante la guerra en 1945, pero después de la restauración albergó las oficinas del Ministerio de la Defensa Nacional y posteriormente del primer ministro del Gobierno Real Lao (RLG). De 1975-1980 el edificio sirvió como oficina central del Departamento de Irrigación del Ministerio de Agricultura, Industria y Pesca, pero en 1980, sobre el quinto aniversario del establecimiento del PDR Lao, fue remodelado para albergar la exposición conmemorativa "Sendero del Laos Revolucionario" , una muestra permanente de artefactos, fotografías y documentos que se relacionan con la lucha para la independencia y la revolución. En 1985, en la celebración del décimo aniversario del PDR Lao, fue mejorado para hacerse el Museo Revolucionario de Laos . A principios de 2000 fue restablecido como el Museo Nacional de Laos , con una nueva directiva para presentar la prehistoria y la historia de la nación.